# ボーリニア (小惑星)
ボーリニア (720 Bohlinia) は小惑星帯に位置する小惑星である。ハイデルベルクでフランツ・カイザーによって発見された。
スウェーデンの天文学者、カール・ボーリン (Karl Petrus Theodor Bohlin) の65歳の誕生日を記念して命名された。
コロニス族の一つである。ルーシー・D・クレスポ・ダ・シルヴァ (Lucy D’Escoffier Crespo da Silva)、リチャード・ビンゼル (Richard P. Binzel) らのグループは、1998年から2000年の観測データを用いて、これらの小惑星のスピン-ベクトル配置を求めた。この共同研究により、61個の新たな光度曲線が得られた。
ビンゼルとシェルテ・バス (Schelte J. Bus) はさらに研究を続け、2003年に波動光学的調査の結果を公表した。このプロジェクトは過去のデータに基くもので、Small Main-belt Asteroid Spectroscopic Survey, Phase II または SMASSII として知られる。可視光のスペクトルデータは1993年8月から1999年3月の間に集められた。